# Marathon van Berlijn 1982

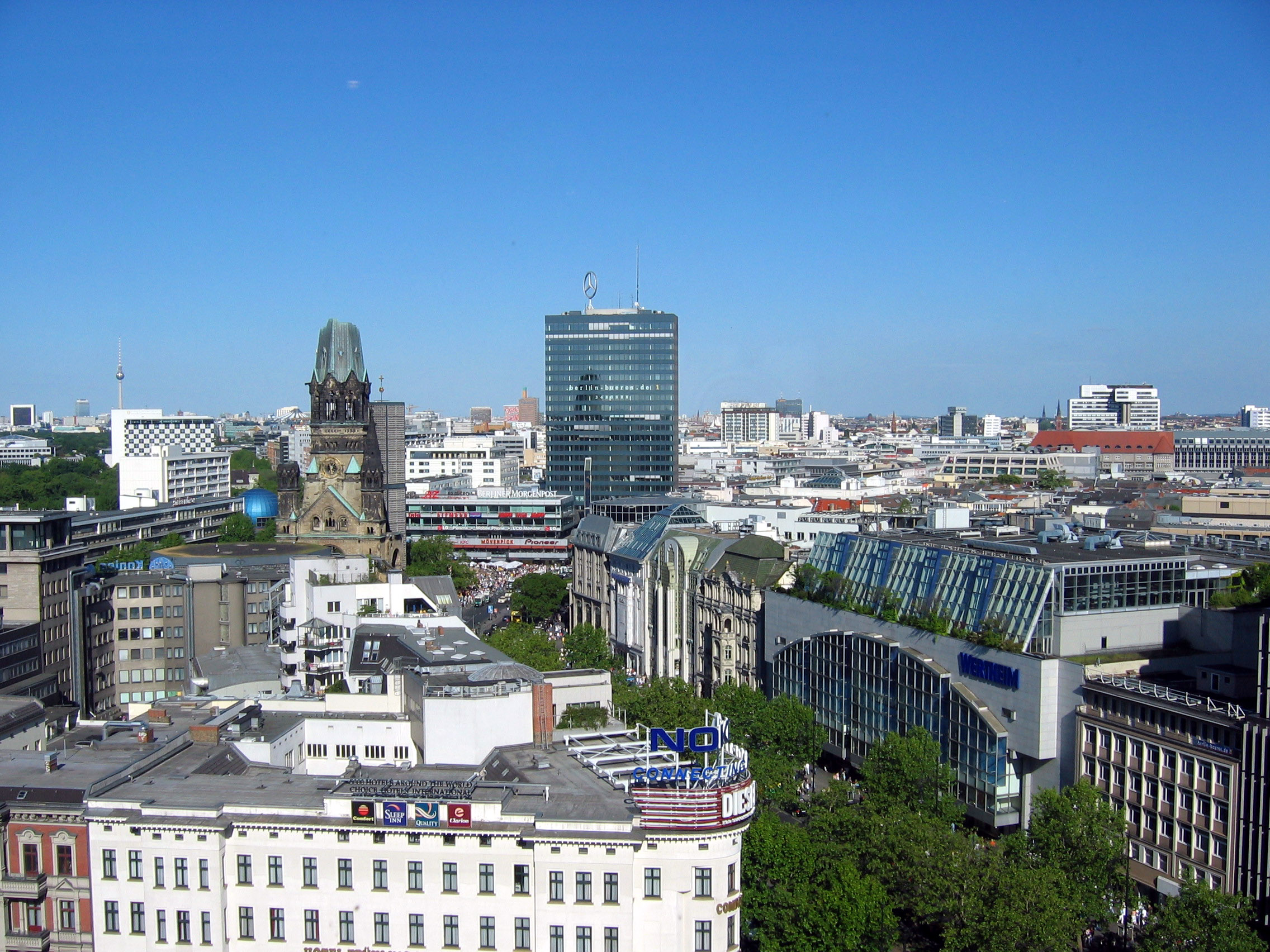
De Kurfürstendamm richting de Gedächtniskirche

De marathon van Berlijn 1982 werd gelopen op zondag 26 september 1982. Het was de negende editie van de marathon van Berlijn. Er schreven 4686 marathonlopers uit 37 landen in voor de wedstrijd. Hiervan behaalden 3486 de finish. Ondanks de hoge temperatuur van 23 graden Celsius werden er toch twee parcoursrecord verbeterd. 
De Colombiaan Domingo Tibaduiza finishte als eerste bij de mannen in 2:14.46,7. De Britse Jean Lochead kwam als eerste vrouw binnen in 2:47.04.

## Uitslagen

### Mannen
| rang   | naam               | land | tijd      |
| ------ | ------------------ | ---- | --------- |
| Goud   | Domingo Tibaduiza  | COL  | 2:14.46,7 |
| Zilver | Eberhardt Weyel    | GER  | 2:14.49,4 |
| Brons  | John Offord        | GBR  | 2:20.34,0 |
| 4      | Ryszard Misiewicz  | POL  | 2:20.40,8 |
| 5      | Martin J. McCarthy | ENG  | 2:21.00,0 |
| 6      | Robert Sinclair    | ENG  | 2:22.34,3 |
| 10     | Wilfried Jackisch  | GER  | 2:25.57,4 |

### Vrouwen
| rang   | naam           | land | tijd      |
| ------ | -------------- | ---- | --------- |
| Goud   | Jean Lochead   | GBR  | 2:47.04,0 |
| Zilver | Libby Pfeiffer | GBR  | 2:47.27,8 |
| Brons  | Liane Winter   | GER  | 2:51.53,0 |

1974 ·
1975 ·
1976 ·
1977 ·
1978 ·
1979 ·
1980 ·
1981 ·
1982 ·
1983 ·
1984 ·
1985 ·
1986 ·
1987 ·
1988 ·
1989 ·
1990 ·
1991 ·
1992 ·
1993 ·
1994 ·
1995 ·
1996 ·
1997 ·
1998 ·
1999 ·
2000 ·
2001 ·
2002 ·
2003 ·
2004 ·
2005 ·
2006 ·
2007 ·
2008 ·
2009 ·
2010 ·
2011 ·
2012 ·
2013 ·
2014 ·
2015 ·
2016 ·
2017 ·
2018